# Stonehouse Point (Nowa Szkocja)
Stonehouse Point – przylądek (point) w kanadyjskiej prowincji Nowa Szkocja, w hrabstwie Pictou (45°37′17″N, 62°39′03″W), wysunięty w rzekę East River of Pictou, na jej zachodnim brzegu; nazwa urzędowo zatwierdzona 8 listopada 1948.